# Осотно
Осотно — деревня в Демянском районе Новгородской области. Входит в Полновское сельское поселение.

## Население
| 2010 |
| ---- |
| 2    |

## Улицы
В деревне две улицы: Центральная и Озёрная.

## Топографические карты
- Лист карты O-36-90 Полново. Масштаб: 1 : 100 000. Состояние местности на 1982 год. Издание 1988 г.